# Marlene Dietrich
Marlene Dietrich, właśc. Marie Magdalene Dietrich (ur. 27 grudnia 1901 w Schönebergu, zm. 6 maja 1992 w Paryżu) – niemiecko-amerykańska aktorka i piosenkarka.
Pierwsze role zagrała już w latach 20., jednak dopiero film Błękitny anioł z 1930 roku przyniósł jej międzynarodowy rozgłos. Największe sukcesy filmowe osiągała w latach 1930–1935, kiedy współpracowała z austriackim reżyserem Josephem von Sternbergiem. Podczas II wojny światowej opowiedziała się przeciw III Rzeszy, występując na frontach dla amerykańskich żołnierzy. W kolejnych dekadach skupiła się na karierze estradowej.
Ma na swoim koncie ponad 30 głównych kreacji filmowych. Jej najsłynniejsze filmy to Błękitny anioł, Maroko, Szanghaj Ekspres, Destry znowu w siodle, Świadek oskarżenia i Wyrok w Norymberdze. Dokonała ogromnej liczby nagrań płytowych. Przyczyniła się do spopularyzowania wojennego szlagieru „Lili Marleen”. Jej inne przeboje to m.in. „Falling in Love Again”, „Ich bin die fesche Lola”, „Johnny”, „The Boys in the Backroom” i „Where Have All the Flowers Gone”. Pozostaje jedną z najsłynniejszych aktorek XX wieku oraz ikoną kina. W 1999 roku trafiła na 9. miejsce listy najlepszych aktorek wszech czasów, skompilowanej przez American Film Institute (AFI).

## Życiorys
Urodziła się w Schönebergu, dzisiejszej dzielnicy Berlina, w zamożnej rodzinie mieszczańskiej. Jej ojciec był berlińskim oficerem policji. Po ponownym zamążpójściu matki nie została oficjalnie adoptowana przez ojczyma i jej nazwisko nigdy nie brzmiało von Losch. Początkowo uczyła się gry na skrzypcach, w 1921 wstąpiła do szkoły teatralnej. Następnie zagrała niewielką rolę w swoim pierwszym filmie, Mały Napoleon. W 1923 roku wyszła za mąż za technika filmowego, Rudolfa Siebera. Dwa lata po zawarciu małżeństwa na świat przyszło ich jedyne dziecko, córka Maria.

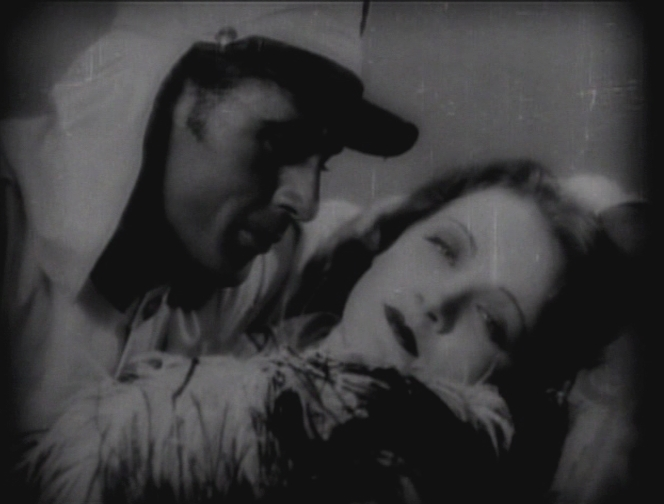
Marlene Dietrich i Gary Cooper w filmie Maroko (1930)

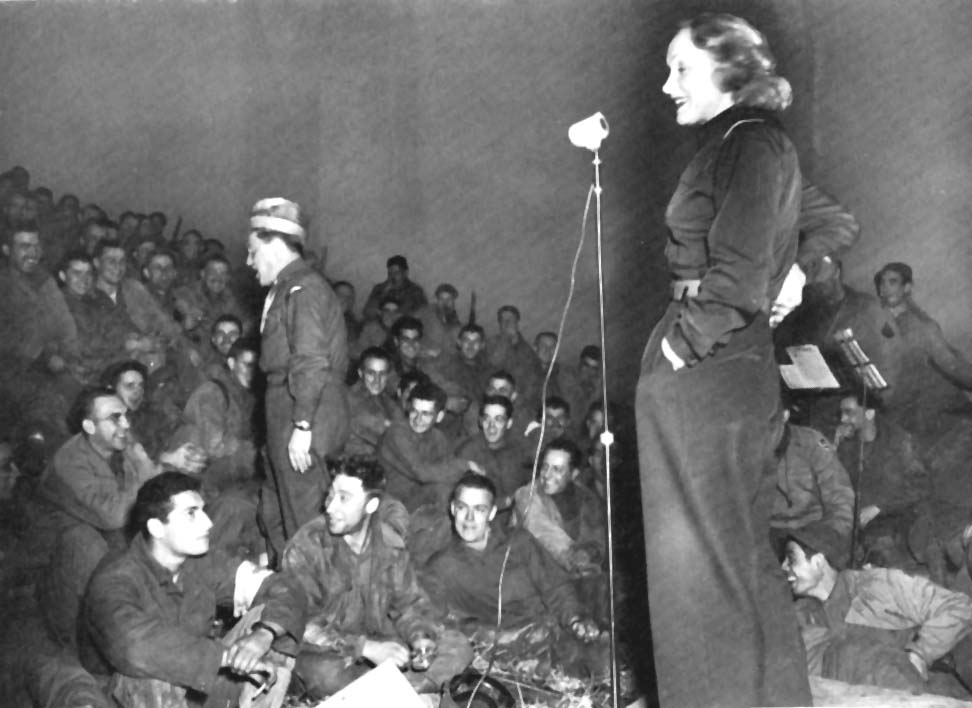
Podczas występu dla amerykańskich żołnierzy w trakcie II wojny światowej (1944)

W latach 20. regularnie grała małe role w niemieckich filmach, a także sztukach teatralnych. Podczas wystawiania jednej z nich, zatytułowanej Zwei Krawatten, zwróciła uwagę austriackiego reżysera Josepha von Sternberga. Zaproponował on Marlenie rolę Loli-Loli w filmie Błękitny anioł (niem. Der blaue Engel). Nakręcony na przełomie 1929 i 1930 roku film okazał się ogromnym sukcesem i uczynił z młodej aktorki wielką gwiazdę. Piosenki wykonywane przez nią w filmie stały się przebojami, na czele z „Falling in Love Again”.
Po sukcesie filmu Marlene Dietrich wyjechała do USA, by tam nakręcić film Maroko, który również wyreżyserował von Sternberg. W filmie tym została pokazana pierwsza w historii kina scena pocałunku lesbijskiego (w której brała udział Dietrich). Film odniósł wielki sukces i został bardzo dobrze oceniony przez krytykę. Otrzymał także cztery nominacje do Oscara, w tym dla Marleny Dietrich jako najlepszej aktorki pierwszoplanowej (była to pierwsza i ostatnia jej nominacja do tej nagrody). Kolejne filmy nakręcone z Josephem von Sternbergiem, jak Zniesławiona z 1931 roku (znany też jako X-27) czy Szanghaj Ekspres z 1932 również osiągnęły sukces komercyjny, stając się jednocześnie klasykami światowego kina. Marlene Dietrich była wówczas jedną z najpopularniejszych gwiazd kina, obok Grety Garbo.
Ostatnim filmem Marleny wyreżyserowanym przez von Sternberga był Diabeł jest kobietą. Aktorka nawiązała później współpracę z innymi reżyserami i zagrała w kilku filmach, które nie dorównały jednak popularnością tym nakręconym z von Sternbergiem, m.in. Ogród Allaha z 1936 roku (był to pierwszy film Marleny nakręcony w kolorze) czy Eskapada (1937). Jednak w roku 1939 aktorka zagrała rolę Frenchy w westernie Destry znowu w siodle (ang. Destry Rides Again), który odniósł spory sukces. Marlenę chwalono za pokazanie się w nietypowej dla siebie, komediowej roli. Z tego filmu pochodzi również przebój „The Boys in the Backroom”. Sukcesem okazał się także kolejny film, Siedmiu grzeszników, choć następny, Płomień Nowego Orleanu nie spotkał się z uznaniem.
Marlene Dietrich, która głośno potępiała nazizm, zrzekła się obywatelstwa niemieckiego i przyjęła amerykańskie.
Kolejne role nie przyniosły spodziewanego sukcesu. Wówczas aktorka zaangażowała się w pomoc dla żołnierzy amerykańskich na frontach II wojny światowej. Razem z innymi sławami tamtego okresu, m.in. gwiazdą telewizji Dannym Thomasem, w grudniu 1941 roku rozpoczęła występy dla amerykańskich oddziałów podczas specjalnych rewii. Wzięła także udział w nagraniu filmu Za wami, chłopcy, dedykowanego walczącym. Za wkład i poświęcenie w walce z nazistami dostała później od francuskiego rządu Komandorię Legii Honorowej.
Od września 1944 roku towarzyszyła oddziałom amerykańskim walczącym w Europie – sama była oficerem US Army w stopniu kapitana; nierzadko przebywała w bezpośrednim sąsiedztwie linii frontu. Mimo służby we wrogiej armii, wielu Niemców odnosiło się do niej przyjaźnie: wzięci do niewoli żołnierze Wehrmachtu prosili ją o występy, zaś cywile widzieli w niej pośredniczkę w kontaktach z przedstawicielami zwycięskiego mocarstwa.
Po wojnie sporadycznie grała w filmach. Do jej najlepszych powojennych ról zalicza się kreacje w filmach Golden Earrings, Sprawy zagraniczne, Trema, Świadek oskarżenia i Wyrok w Norymberdze. W latach 50. i 60. skupiła się na karierze muzycznej, którą zapoczątkowała występem w Las Vegas. Dokonała wielu nagrań płytowych i gościła na estradach całego świata. W ramach swoich tras koncertowych odwiedziła takie kraje jak Brazylia, Argentyna, ZSRR, Polska, Szwecja, Australia czy Izrael. W występach towarzyszył jej kompozytor, a prywatnie wielki przyjaciel Burt Bacharach.

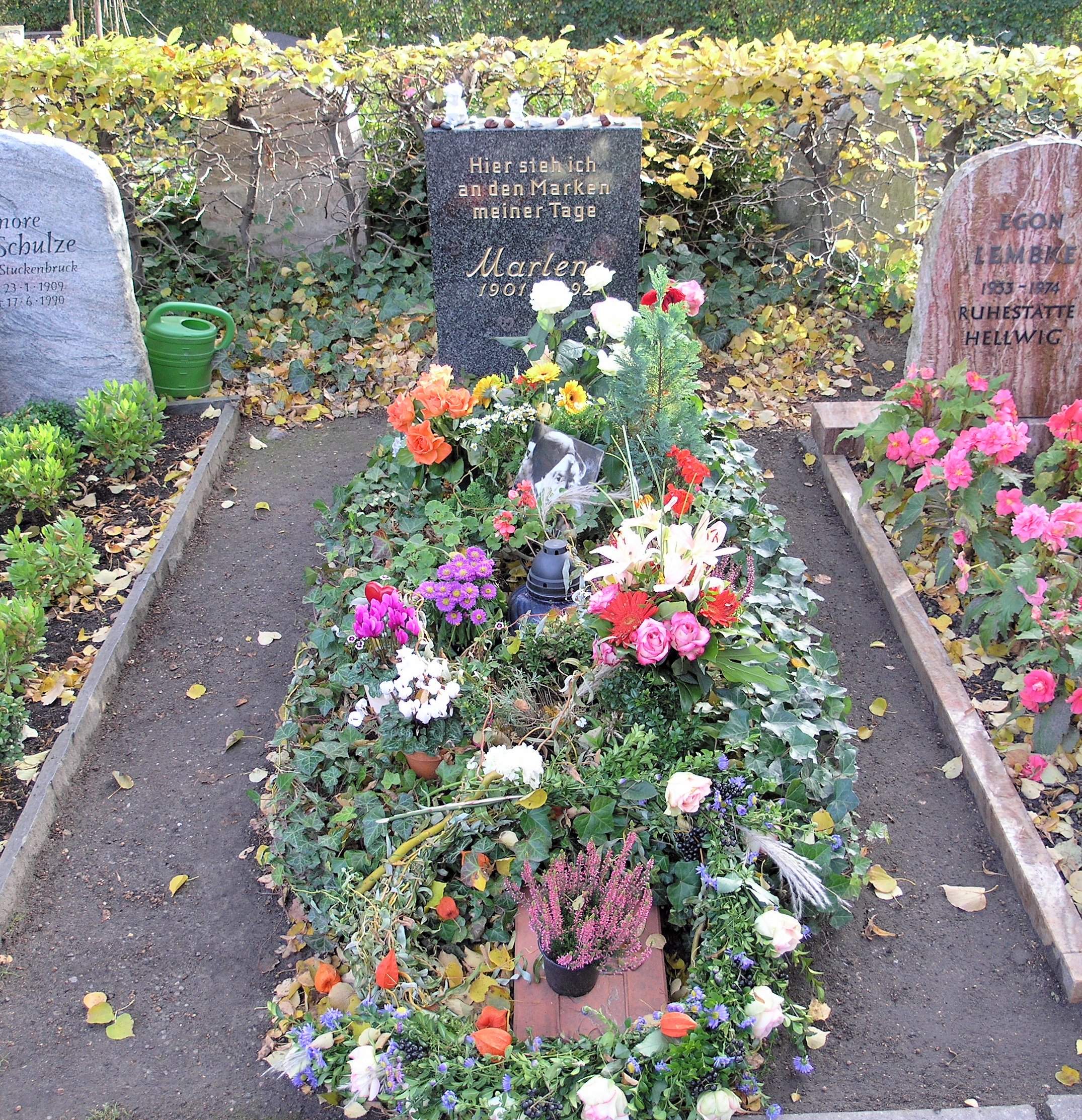
Grób Marlene Dietrich na cmentarzu w Berlinie

Ponad 20-letnią karierę przerwał niefortunny wypadek w Sydney. Aktorka przewróciła się na scenie i złamała poważnie kość udową. Po długiej rehabilitacji zaniechała dalszych występów. Kolejne lata spędzała w odosobnieniu w swoim apartamencie w Paryżu. Wyjątek zrobiła jedynie w 1978 roku, by zagrać baronową von Semering w filmie Zwyczajny żigolo (w roli głównej wystąpił w tym filmie David Bowie). Krótka scena, w której oparta o fortepian śpiewa tytułową piosenkę, to ostatni występ filmowy aktorki. Potem na kolejne kilkanaście lat zamknęła się w swoim paryskim mieszkaniu, bardzo rzadko przyjmując gości. W 1984 roku wzięła tylko udział w filmie dokumentalnym Marlena Maximiliana Schella, jej poświęconym, lecz nie wystąpiła na planie – w produkcji pojawia się tylko jej głos. Na tę izolację zdecydowała się, aby nie prezentować publicznie objawów starzenia się.
Zmarła z powodu niewydolności nerek i serca w maju 1992 roku. Pochowana została w Berlinie.

## Życie prywatne
Dietrich wyszła za mąż w 1923 roku za Rudolfa Siebera. Z tego związku pochodzi jedyne dziecko aktorki, córka Maria. Mimo iż przez wiele następnych lat Marlene i jej mąż żyli osobno, formalnie ich związek trwał aż do śmierci Siebera w 1976 roku.
Aktorka słynęła z kontrowersyjnych poglądów i zachowań. Otwarcie przyznawała się do swojego biseksualizmu. Miała romans m.in. z pisarką Mercedes de Acosta, pisarzem Ernestem Hemingwayem i aktorem Igo Symem. Jednak największymi miłościami jej życia, byli francuski aktor Jean Gabin (po jego śmierci bardzo długo nosiła żałobę) oraz niemiecki oficer Carl Seidlitz (stracony cztery miesiące przed końcem wojny za udział w planowaniu zamachu na Hitlera; aktorka dopiero po jego śmierci dowiedziała się, że był w opozycji antyhitlerowskiej).
Była zdeklarowaną antynazistką. Przed wojną regularnie odrzucała propozycje powrotu do Niemiec i grania w filmach dla Hitlera. Po wybuchu wojny wywołała wściekłość w Trzeciej Rzeszy, ponieważ opowiedziała się przeciwko swojej ojczyźnie. W Niemczech nienawidzono ją za to jeszcze przez wiele lat po wojnie. Podczas uroczystości w 100. rocznicę jej urodzin burmistrz Berlina, Klaus Wowereit, przeprosił aktorkę za to, że Niemcy nie docenili jej twórczości za życia.
Za swój ulubiony film uważała Diabeł jest kobietą.

## Filmografia

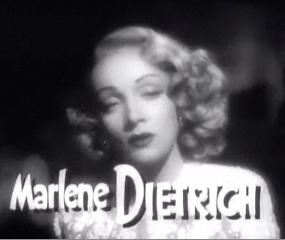
W filmie Sprawy zagraniczne (1948)

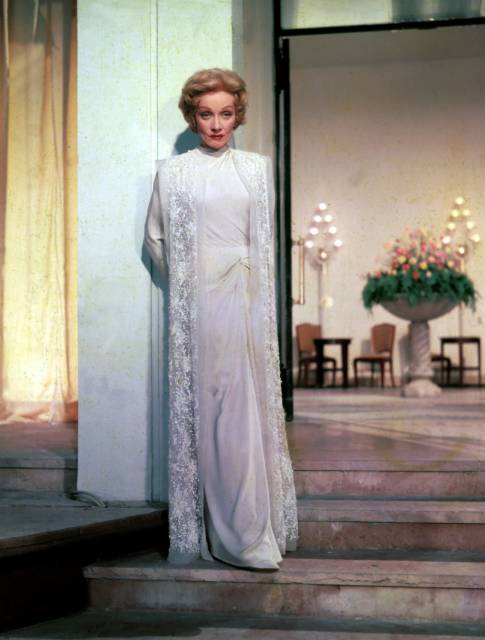
W filmie To się zdarzyło w Monte Carlo (1957)

## Wybrana dyskografia
| - 1949: Souvenir Album - 1951: Marlene Dietrich Overseas - 1952: M.D. Live 1932-1952 - 1954: Live at the Cafe de Paris - 1959: Lili Marlene - 1959: Dietrich in Rio - 1960: Wiedersehen mit Marlene - 1964: Berlin Berlin - 1964: Die neue Marlene (#34 DE) - 1965: Dietrich in London - 1965: Attention! - 1969: Marlene Dietrich - 1970: The Magic of Marlene Dietrich - 1973: The Fabulous - 1973: The Best Of Marlene Dietrich - 1974: Das war mein Milljöh - 1982: Her Complete Decca Recordings - 1988: The Magic of Marlene |  | - 1928: „Wenn die beste Freundin” - 1928: „Es liegt in der Luft” - 1930: „Nimm dich in acht vor blonden Frauen” - 1930: „Ich bin von Kopf bis Fuß auf Liebe eingestellt” - 1930: „Falling in Love Again” - 1930: „Ich bin die fesche Lola” - 1930: „Wenn ich mir was wünschen dürfte” - 1930: „Kinder, heut’ Abend, da such’ ich mir was aus” - 1931: „Leben ohne Liebe kannst du nicht” - 1931: „Give Me the Man” - 1931: „Peter” - 1931: „Quand l’amour meuret” - 1931: „Johnny, wenn du Geburtstag hast” - 1933: „Mein blondes Baby” - 1933: „Ja so bin ich” - 1933: „Allein in einer großen Stadt” - 1933: „Wo ist der Mann?” - 1939: „The Boys in the Backroom” - 1945: „Lili Marleen” - 1954: „Ich hab’ noch einen Koffer in Berlin” - 1962: „Sag mir wo die Blumen sind” (#20 DE) - 1963: „Für alles kommt die Zeit” - 1964: „Die Antwort weiß ganz allein der Wind” (#32 DE) - 1964: „Der Trommelmann” - 1964: „Mutter, hast du mir vergeben” - 1965: „Such Trying Times” - 1966: „Still war die Nacht” - 1978: „Just a Gigolo” |

## Książki
- 1962: Marlene Dietrich’s ABC
- 1979: Nehmt nur mein Leben
- 1992: Ich bin, Gott sei Dank, Berlinerin (wyd. polskie: Jestem po to, by kochać mnie)
- 2005: Nachtgedanken

## Biografie i opracowania polskojęzyczne
- 1990: Renate Seydel, Marlena Dietrich – kronika życia, Warszawa: Wydawnictwa Artystyczne i Filmowe. ISBN 83-221-0454-5.
- 1997: Donald Spoto, Błękitny Anioł: życie Marleny Dietrich, Warszawa: Da Capo. ISBN 83-7157-111-9.
- 2002: Erich Maria Remarque, Powiedz, że mnie kochasz: listy Remarque’a do Marleny Dietrich, Warszawa: Twój Styl. ISBN 83-7163-283-5.
- 2007: Gilles Plazy, Prawdziwa Marlena Dietrich, Warszawa: Świat Książki. ISBN 978-83-247-0284-8.
- 2009: Angelika Kuźniak, Marlene, Wołowiec: Wydawnictwo Czarne. ISBN 978-83-7536-114-8 (wyd. 2: 2013, ISBN 978-83-7536-536-8)
- 2012: Charlotte Chandler, Marlena Dietrich, Warszawa: Prószyński Media. ISBN 978-83-7839-145-6.
- 2021: Maria Riva, Marlene Dietrich. Prawdziwe życie legendy kina, Kraków: Znak literanova. ISBN 978-83-240-7454-9.

## Nagrody, odznaczenia i wyróżnienia
- 1931: Nominacja do Oscara dla najlepszej aktorki pierwszoplanowej za rolę w filmie Maroko
- 1947: Prezydencki Medal Wolności (USA)
- 1950: Komandor Legii Honorowej (Francja)
- 1958: Nominacja do Złotego Globu dla najlepszej aktorki w filmie dramatycznym za rolę w filmie Świadek oskarżenia
- 1958: II miejsce w konkursie do Laurel Awards(inne języki) dla najlepszej aktorki w filmie dramatycznym za rolę w filmie Świadek oskarżenia
- 1968: Nagroda Honorowa Tony
- 1980: Nagroda Honorowa Deutscher Filmpreis(inne języki)
- 1999: IX miejsce w rankingu najlepszych aktorek wszech czasów skompilowanej przez American Film Institute (AFI)

## Postać Marleny Dietrich w kulturze
Leni Riefenstahl i Marlene Dietrich są bohaterkami sztuki Thei Dorn pt. Marleni.